# 库拉索聚居地列表

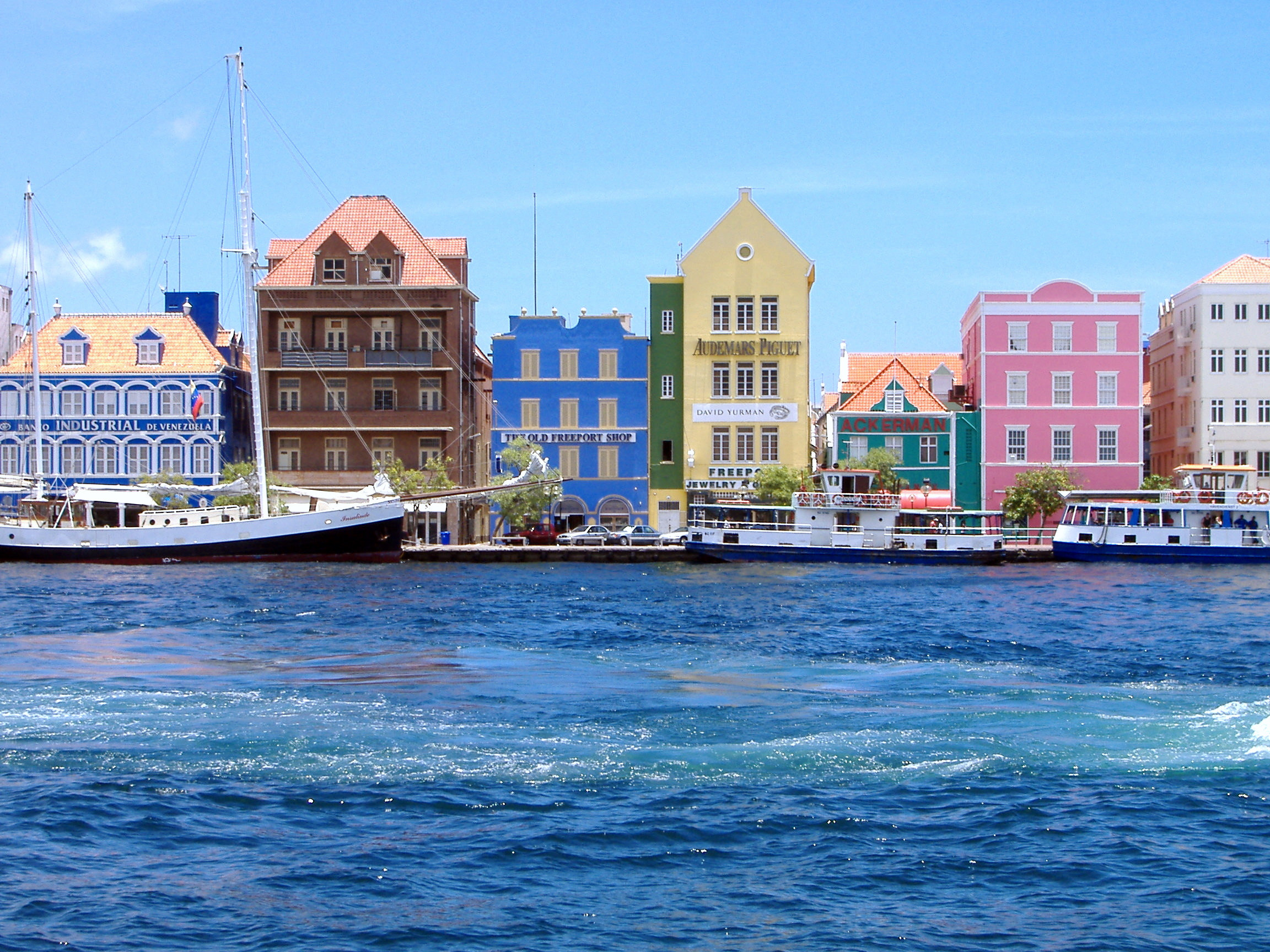
庫拉索島首府威廉斯塔德的港口

库拉索是荷兰王国的构成国，位于加勒比海南部的背风安的列斯群岛，距离委內瑞拉北海岸约65（40英里），为荷属加勒比的一部分。1930年，该岛划分为3个区（班达博、班达里巴和威廉斯塔德），沿用至今。

## 列表
- 班达博（西北部）
  - 巴伯
  - 拉贡（英语：Lagún）
  - 圣威利布鲁杜斯（英语：Sint Willibrordus）
  - 索托
  - 特拉科拉
  - 韦斯特蓬特

- 班达里巴（东南部）
  - 奥斯特彭特（英语：Oostpunt）
  - 圣塔罗莎（英语：Santa Rosa, Curaçao）
  - 斯帕恩瑟瓦特（英语：Spaanse Water）

- 威廉斯塔德（首府市）
  - 布里文哈特（英语：Brievengat）
  - 赫鲁特夸蒂尔（英语：Groot Kwartier）
  - 赫鲁特皮斯卡德拉（英语：Groot Piscadera）
  - 哈托（英语：Hato, Curaçao）
  - 科拉尔帕蒂尔（英语：Koraal Partir）
  - 欧特洛邦达
  - 皮特麦（英语：Pietermaai）
  - 皮斯卡德拉湾（英语：Piscadera Bay）
  - 萨利尼亚（英语：Saliña, Curaçao）
  - 斯哈尔洛（英语：Scharloo）
  - 圣米歇尔
  - 斯滕赖克（英语：Steenrijk）